# Ragtime (musical)
Ragtime és un musical amb música de Stephen Flaherty, lletres de Lynn Ahrens i llibret de Terrence McNally. Està basat en la novel·la homònima de 1975 d'E.L. Doctorow.
Ambientada a principis del segle xx, Ragtime explica la història de tres grups als Estats Units: els afroamericans, representats per Coalhouse Walker Jr., un músic de Harlem; suburbans de classe alta, representats per la mare, la matriarca d'una família blanca de classe alta a New Rochelle, Nova York; i els immigrants d'Europa de l'Est, representats per Tateh, un immigrant jueu de Letònia. L'espectacle també incorpora personatges històrics com Harry Houdini, Evelyn Nesbit, Booker T. Washington, J.P. Morgan, Henry Ford, Stanford White, Harry Kendall Thaw, l'almirall Peary, Matthew Henson, i Emma Goldman.

## Produccions

### Producció original de Broadway
El musical es va estrenar a Toronto, on es va estrenar al Ford Centre for the Performing Arts (més tard rebatejat com a Toronto Centre for the Arts) el 8 de desembre de 1996, produït per l'empresari canadenc Garth Drabinsky i la seva Livent Inc., la productora de Toronto que va dirigir.
L'estrena als Estats Units va ser al Shubert Theatre de Los Angeles el juny de 1997.
El musical es va estrenar a Broadway en preestrenes el 26 de desembre de 1997, seguit de l'estrena oficial el 18 de gener de 1998. Va ser la primera producció al recentment inaugurat Ford Center for the Performing Arts. Dirigida per Frank Galati i coreografiada per Graciela Daniele, Ragtime va tancar el 16 de gener de 2000 després de 834 actuacions i 27 prèvies El repartiment original incloïa Brian Stokes Mitchell, Marin Mazzie, Peter Friedman i Audra McDonald, tots nominats als premis Tony, i també incloïa Judy Kaye, Mark Jacoby i Lea Michele. La producció va ser dirigida per David Loud.
La producció va rebre crítiques diverses, i els crítics van assenyalar que l'enlluernadora producció física (amb un pressupost de 10 milions de dòlars, incloent focs artificials i un automòbil Model T en funcionament) va eclipsar els problemes del guió. La ressenya de Ben Brantley a The New York Times portava com a titular "Un diorama amb nostàlgia rampant."Va liderar els premis Tony de 1998 amb tretze nominacions als premis Tony, però The Lion King de Disney va guanyar com a millor musical. El musical va guanyar premis a la millor actriu de repartiment (McDonald), la partitura original, el llibret i les orquestracions. Segons The New York Times, "La principal competició per  The Lion King  va ser Ragtime, un musical fastuós." The New York Times també va assenyalar que "La temporada també va ser un èxit artístic, creant un dels concursos Tony més competitius en anys, amb una batalla en gairebé totes les categories rematada per la lluita titànica pel millor premi musical entre Ragtime amb 13 nominacions i The Lion King amb 11." La producció de Broadway no va tenir un èxit financer, i alguns experts de Broadway consideren que la seva fastuosa producció va ser la " desfeta" financera de Livent

#### Reunió virtual
El 26 de març de 2021, els membres del repartiment i de la tripulació de la producció original de Broadway es van reunir per a una retransmissió en directe a la sèrie web Stars in the House. Els compositors Lynn Ahrens i Stephen Flaherty es van unir als membres del repartiment original Brian Stokes Mitchell (Coalhouse), Audra McDonald (Sarah), Peter Friedman (Tateh), Mark Jacoby (pare), Judy Kaye (Emma Goldman) i Steven Sutcliffe (germà petit de la mare).

### Produccions internacionals

#### Producció original del West End
Després de la seva estrena europea en un concert al Festival Internacional de Teatre Musical de Cardiff el 2002 (que més tard es va emetre a la BBC Four), el musical va ser produït al West End per Sonia Friedman al Piccadilly Theatre per una tirada limitada . del 19 de març de 2003 al 14 de juny de 2003. Aquesta producció la va protagonitzar Maria Friedman en el paper de la Mare, pel qual va guanyar el premi Olivier 2004 a la millor actriu en un musical.

#### Producció original noruega
La Companyiaia de teatre musical BærMuDa va estrenar la primera producció escandinava el 18 de gener de 2018, casualment el dia del vintè aniversari del musical de la primera nit a Broadway. També va ser la primera vegada que el musical es va interpretar en una llengua estrangera. La producció va ser dirigida per Renate Stridh, i el repartiment va comptar amb Mimmi Tamba (Sarah), Marvin Charles Cummings (Coalhouse Walker Jr.), Kristin Rinde (mare), Christian Ranke (Tateh), Kristian Grønvold (germà petit), Lars Arne Rinde. (Pare), Henrik Rinde Sunde (El nen petit), Marianne Snekkestad/Cecilie Due (Emma Goldman) i Trine Eide Schjølberg/Ida Rinde Sunde (Evelyn Nesbit). Va ser traduït per Christian Ranke i Cecilie Due.
La producció va guanyar el BroadwayWorld Regional Award al Millor Musical. El disseny de l'escena es va inspirar en les maletes exposades al museu d'immigrants de l'illa Ellis. La producció va utilitzar una versió reduïda de les orquestracions originals de William D. Brohn.

#### Producció de Melbourne
The Production Company va interpretar el musical al Melbourne Arts Centre, del 2 al 10 de novembre de 2019. Va ser dirigit per Roger Hodgman.

### Revivals

#### Revival de Broadway del 2009
Una nova producció es va obrir al John F. Kennedy Center for the Performing Arts, Washington, DC, el 18 d'abril de 2009, i es va desenvolupar fins al 17 de maig de 2009, amb direcció i coreografia de Marcia Milgrom Dodge. La producció es va traslladar després a Broadway al Neil Simon Theatre, amb prèvies que començaren el 23 d'octubre de 2009 i l'espectacle es va inaugurar oficialment el 15 de novembre de 2009. El repartiment comptava amb Stephanie Umoh (Sarah), Quentin Earl Darrington (Coalhouse Walker Jr.), Christiane Noll (Mother), Robert Petkoff (Tateh), Bobby Steggert (Younger Brother), Donna Migliaccio (Emma Goldman) i Ron Bohmer (Father). Aquest va ser el primer revival de Broadway del musical i el primer revival de Broadway de qualsevol musical dels anys noranta. La producció va ser aclamada per la crítica però es va tancar el 10 de gener de 2010 després de 28 prèvies i 65 funcions. Aquesta producció va comptar amb un gran repartiment i orquestra, la qual cosa va suposar un cost de funcionament setmanal important que va exigir que l'espectacle fos un èxit popular per demostrar que valgui la pena econòmicament. "Hi havia hagut rumors durant les últimes setmanes que el programa no podria sobreviure fins a principis del 2010; aparentment, no hi havia prou venda anticipada per animar els productors." Malgrat el tancament, la producció va rebre set nominacions als premis Tony, incloent-hi Millor revival de musical, Millor direcció, Millor actriu de musical i Millor actor destacat en un musical. Una nominació, per al disseny de vestuari, va ser retirada sobre la base que els dissenys eren substancialment similars als d'una producció anterior.

#### Revivals de Londres
El Regent's Park Open Air Theatre va representar un revival del musical del 18 de maig al 8 de setembre de 2012. Aquesta producció va ser dirigida pel director artístic Timothy Sheader. El repartiment comptava amb Claudia Kariuki (Sarah), Rolan Bell (Coalhouse Walker Jr.), Rosalie Craig (Mother), John Marquez (Tateh), Harry Hepple (Younger Brother), Tamsin Carroll (Emma Goldman) i David Birrell (Father).
El Charing Cross Theatre va representar un revival del musical del 8 d'octubre al 10 de desembre de 2016 i dirigit per Thom Southerland. La producció d'actor-músic va comptar amb Earl Carpenter (Father), Anita Louise Combe (Mother), Jonathan Stewart (Younger Brother), Ako Mitchell (Coalhouse Walker Jr.), Jennifer Saayeng (Sarah) i Gary Tushaw (Tateh).
Durant la pandèmia de la COVID-19, Ragtime va ser en un moment l'únic espectacle del Regne Unit que va tocar al públic en directe en una producció presentada per The Arts Educational Schools, Londres. El musical es va tocar a l'Andrew Lloyd Webber Foundation Theatre del 23 al 26 de març de 2021. Va ser dirigit per Stephen Whitson i el repartiment va comptar amb Akmed Junior Khemalai (Coalhouse Walker Jr.), Beatrice Penny-Toure (Sarah), Lauren Jones (Mare), Jamie Chatterton (pare) i Benjamin Durham (Tateh).

#### Concerts
Manhattan Concert Productions va presentar un concert d'una nit del musical el 18 de febrer de 2013 a l'Avery Fisher Hall del Lincoln Center, dirigit per Stafford Arima. El repartiment comptava amb Lea Salonga (Mother), Patina Miller (Sarah), Norm Lewis (Coalhouse Walker Jr.), Tyne Daly (Emma Goldman), Kerry Butler (Evelyn Nesbitt), Howard McGillin (Father), Michael Arden (Younger Brother) i Manoel Felciano (Tateh).
El 27 d'abril de 2020 es va programar un concert a benefici de l'Actors Fund al Minskoff Theatre. Havia de ser dirigit per Stafford Arima i comptava amb molts membres dels repartiments originals de Broadway, incloent Brian Stokes Mitchell com a Coalhouse Walker Jr., Audra McDonald com Sarah i Peter Friedman com Tateh. Kelli O'Hara interpretarà el paper de la mare a la posada en escena del concert. El concert estarà dedicat a la memòria de Marin Mazzie (la mare original), que va morir el 2018. No obstant això, el concert es va ajornar indefinidament a causa de la pandèmia de la COVID-19, que també va prendre la vida del llibretista del musical Terrence McNally.

##### Ragtimea Ellis Island
El 8 d'agost de 2016 es va presentar un "concert de desenvolupament" del musical a Ellis Island. El concert va ser dirigit per Sammi Cannold i comptava amb Brian Stokes Mitchell com the narrator, Laura Michelle Kelly com Mother, Andy Mientus com Younger Brother, Brandon Victor Dixon com Coalhouse Walker Jr., Michael Park com Father, Shaina Taub com Emma Goldman, Aisha Jackson com Sarah, Robert Petkoff repetint el seu paper de revival a Broadway el 2009 de Tateh i Joe Harkins com a avi. El 2017 es va preveure una producció immersiva i completa, però no es va produir. El març de 2018, l'equip que estava darrere del concert de desenvolupament havia de realitzar un taller de so amb el dissenyador de so Nick Tipp per explorar l'ús de la tecnologia de monitorització intraoïdal per als membres del públic. Això significaria que en una producció completa a l'illa d'Ellis, tot l'àudio que l'audiència escoltaria normalment a través dels sistemes de so tradicionals es barrejaria en directe amb uns auriculars sense fil utilitzats per cada membre del públic. El director Sammi Cannold va dir a Broadway World que "Tot i que el taller es centra, per descomptat, en material de Ragtime, el nostre equip també està entusiasmat amb les aplicacions potencials d'aquest enfocament a altres musicals específics del lloc en llocs on és impossible utilitzar sistemes de so tradicionals. "
Aquesta producció també va aparèixer en un episodi de la sèrie Working in the Theatre dirigida per l'American Theatre Wing.

## Sinopsi
Primer acte
Tres castes socials a la Nova York de principis de segle es presenten al públic: la primera és una família blanca de classe alta de New Rochelle: el nen petit, Edgar, i el seu pare (que dirigeix una fàbrica de focs artificials), la mare, el germà petit de la mare i l'avi—que viuen una vida gentil i gaudeixen d'una manca de diversitat racial i ètnica; el segon són els residents negres de Harlem, entre els quals hi ha una bella jove anomenada Sarah, que adora la pianista Coalhouse Walker Jr.; els tercers són immigrants d'Europa al Lower East Side, entre ells "Tateh", un artista jueu de Letònia, i la seva filla petita. Aquests tres mons estan connectats per la narració de les lluminàries J.P. Morgan, Henry Ford, Booker T. Washington, Emma Goldman, Harry Houdini, i Evelyn Nesbit ("Prologue—Ragtime").
La mare s'acomiada del pare mentre s'embarca en l'expedició de Robert Peary al pol nord. Li demana a la mare que vigili els seus assumptes i li assegura que res canviarà en la seva absència, però la mare se sent a la deriva sense que el seu marit la guiï ("Goodbye, My Love"). Quan el vaixell de Peary se'n va, el Pare observa com arriba un "vaixell de drap" que porta un Tateh esperançat i la seva nena cap a Amèrica, mentre que la mare, de tornada a la costa, li desitja un pas segur ("Journey On"). Mentrestant, el germà petit de la mare, un jove intens i incòmode que anhela un propòsit que treballa a la fàbrica de focs artificials del pare, assisteix a l'acte de vodevil d'Evelyn Nesbit, una jove que es va fer famosa després que el seu ric amant Stanford White fos assassinat pel seu marit milionari Harry K. Thaw ("Crime of the Century"). Un cop acaba l'espectacle, el germà jove li confessa el seu amor a l'Evelyn. Ella el fa un petó, però només en benefici d'un fotògraf de premsa, i després el rebutja alegrement.
De tornada a casa de New Rochelle, la mare descobreix un nounat negre en part enterrat viu al seu jardí. La policia arriba amb Sarah, la mare del nadó. Compatint-la, la mare es fa responsable de la Sarah i el seu fill. Sorpresa amb ella mateixa, comenta que el seu marit mai li hauria permès prendre una decisió així ("What Kind of Woman").
A Ellis Island, arriben els immigrants ("A Shtetl Iz Amereke"). Tateh comença la seva nova vida amb ganes, dibuixant siluetes i venent-les al carrer. Ell i la nena baixen ràpidament a la pobresa. Emma Goldman intenta que s'uneixi al moviment socialista, però ell es nega. Un home ric fins i tot s'ofereix a comprar la nena, a qui ara manté lligada per seguretat. Inspirat pel mag immigrant Harry Houdini, Tateh decideix començar de nou en un altre lloc ("Success").
A Harlem, Coalhouse, un pianista popular, informa al seu públic que finalment ha trobat el seu amor perdut, la Sarah, i que la recuperarà ("His Name Was Coalhouse"/"Gettin' Ready Rag"). Després compra un Model T mentre Henry Ford i els seus treballadors glorifiquen la indústria ("Henry Ford").
La Tateh i la nena marxen cap a Boston; en el camí, es troben amb la mare i l'Edgar mentre s'aturan a New Rochelle. Conversen educadament ("Nothing Like the City"). A l'àtic de la casa de la mare, la Sarah explica les seves accions desesperades en una cançó al seu nadó ("Your Daddy's Son"). També de camí a New Rochelle, Coalhouse és assetjat per un esquadró de bombers racista liderat pel cap Will Conklin, que es burla d'ell per conduir el seu propi cotxe. Arriba a casa de la mare, on ha sentit que viu una dona negra. Es sorprèn de l'existència del nadó i, quan la Sarah es nega a veure'l, recorre a tornar setmanalment ("The Courtship") fins que la mare el convida a entrar. L'avi demana a Coalhouse que toqui una minstrel song al piano de saló; en canvi, Coalhouse toca una cançó de ragtime. El pare torna a casa mentre Coalhouse toca, i està sorprès pels canvis en la vida de la seva família, mentre la mare i el seu germà petit estan orgullosos de les seves eleccions. Finalment, la Sarah baixa de l'àtic i es reconcilia amb Coalhouse ("New Music"). Els dos van a un pícnic idíl·lic on, inspirat en les paraules de Booker T. Washington, somia amb una Amèrica justa i futura on creixerà el seu fill ("Wheels of a Dream").
Refugiant-se d'una nit d'hivern, el germà jove entra a una sala d'obres. Allà, Emma Goldman parla apassionadament d'una vaga de fàbriques tèxtils a Lawrence, Massachusetts, on Tateh i la seva filla es troben entre els objectius de les tropes federals i els trencavagues. El germà petit s'imagina que Goldman està parlant directament amb ell ("The Night That Goldman Spoke at Union Square"). Goldman és arrestada, provocant un motí que reflecteix el caos a Lawrence, on Tateh és colpejat per un policia mentre intenta fugir. Ell i la Nena s'escapen de Lawrence en un tren; regala a la seva filla una llibreta de siluetes en moviment per calmar-la. El conductor del tren s'ofereix a comprar el llibre, i Tateh, anomenant-lo de pressa com a "llibre de pel·lícules", el ven per un dòlar. Tateh s'adona que els "llibres de pel·lícules" poden ser una ruta per sortir de la pobresa ("Gliding").
Tornant a New Rochelle, Coalhouse i Sarah són detinguts per Will Conklin i l'esquadra de bombers. Conklin demana un peatge fictici; Coalhouse es nega. Una conferència de Booker T. Washington sobre la paciència i la dignitat subratlla irònicament la destrucció per part dels bombers blancs del nou Model T de Coalhouse ("The Trasshing of the Car"). Enfadat, Coalhouse promet accions legals ("Justice"), posposant el seu matrimoni amb Sarah fins que aconsegueixi justícia. La Sarah s'assabenta d'un míting de campanya a prop i va a demanar ajuda al candidat a la vicepresidència; quan s'acosta, un espectador crida "Té una pistola!" i Sarah és colpejada fins a la mort pel Servei Secret ("President"). En el seu funeral, els negres demanen que s'acabi aquesta injustícia i preguen per la veritable igualtat. Mare, pare, germà petit, Tateh i Emma Goldman miren com Coalhouse plora davant la tomba de Sarah ("Till We Reach That Day").
Segon acte
El nen es desperta cridant d'un malson en el qual Harry Houdini intenta una escapada agosarada després de ser tancat en una caixa carregada de dinamita per Will Conklin ("Harry Houdini, Master Escapist"). Aquest somni resulta profètic: arriba la notícia que un parc de bombers voluntari ha estat bombardejat. Coalhouse s'ha compromès a fer justícia en els seus propis termes ("Coalhouse's Soliloquy") i ara aterroritza New Rochelle mentre demana que li restitueixin el seu cotxe i que li entreguin Will Conklin. Booker T. Washington condemna les accions de Coalhouse ("Coalhouse Demands"). En el caos, la mare manté la custòdia del nadó de Sarah i Coalhouse. El pare la culpa d'haver portat aquesta confusió a les seves vides, però el germà petit el critica per la seva ceguesa i surt de casa tempestes. La mare s'ofèn cada cop més per la perspectiva ignorant del seu marit. El pare, per distreure l'Edgar dels disturbis, porta el seu fill a un partit de beisbol, però se sent alienat de la multitud estrident i obrera, i comença a adonar-se que la seva manera de vida gentil està passant ("What a Game"). La campanya de Coalhouse continua ("Fire in the City"), i així el pare decideix traslladar temporalment la família a Atlantic City.
A Atlantic City, la carrera d'Evelyn Nesbit està a la baixa i Harry Houdini s'ha intrigat pel sobrenatural i el més enllà després de la mort de la seva mare ("Atlantic City"). L'Edgar crida crípticament "Adverteix el duc!" a Houdini. La mare torna a trobar-se amb Tateh, sense reconèixer-lo de la seva breu reunió de fa mesos; Ara és un cineasta ric, s'ha reinventat com "el baró Ashkenazy" i està dirigint una pel·lícula muda a Atlantic City ("Buffalo Nickel Photoplay, Inc."). L'Edgar i la Nena aviat esdevenen amics ràpids, cosa que va fer que la mare i la Tateh també es fessin amigues; finalment, en Tateh revela qui és, i s'apropen encara més ("Our Children").
De tornada a Harlem, el germà jove busca Coalhouse, però és rebutjat repetidament fins que Coalhouse està convençut que es pot confiar en ell. Coalhouse ha desterrat la música de la seva vida, però observa una parella jove despreocupada ("Harlem Nightclub") i recorda haver conegut la Sarah ("Sarah Brown Eyes"). El germà petit es troba amb ell, però està inarticulat i nerviós: els seus pensaments profunds, narrats al públic per Emma Goldman, contrasten amb l'única frase que pot reunir: "Sé com fer volar les coses". ("He Wanted to Say"). Amb l'ajuda del germà jove, Coalhouse i els seus homes es fan càrrec de la magnífica biblioteca de JP Morgan al cor de la ciutat de Nova York, amenaçant amb fer-la explotar. El pare és convocat per ajudar a raonar amb Coalhouse. Abans de marxar, assegura a la mare que aviat tot tornarà a ser com era, però la mare sap que aquestes esperances són ingènues ("Back to Before"). En reunint-se amb la policia, el Pare idea una estratègia de mediació que implica Booker T. Washington, a qui Coalhouse permet que entri a la biblioteca. Washington, invocant el llegat violent que Coalhouse està deixant al seu fill, arriba a un tracte amb Coalhouse. El germà jove està enfurismat per l'abandonament de la seva causa per part de Coalhouse ("Look What You've Done").
Washington marxa i el pare entra a la biblioteca com a ostatge. Allà, finalment s'adona de la profunditat dels problemes de la societat mentre veu Coalhouse convèncer el germà jove i els seus homes que la violència no pot resoldre la injustícia. Coalhouse els exhorta a lluitar pel poder de les seves paraules ("Make Them Hear You"). El sacrifici i l'oratòria de Coalhouse convencen el germà petit i els homes de marxar mentre el pare li explica a Coalhouse sobre el seu fill. Coalhouse agraeix al pare la seva amabilitat. Un cop surt de la biblioteca, Coalhouse és assassinat per la policia.
Edgar sembla presentar l'epíleg. El germà petit marxa cap a Mèxic per lluitar per Emiliano Zapata. Emma Goldman és arrestada i deportada. Booker T. Washington estableix l'Institut Tuskegee, mentre que Evelyn Nesbitt s'esvaeix en l'obscuritat. Harry Houdini s'adona després de l'assassinat de l'arxiduc Franz Ferdinand que el crit d'Edgar de "Adverteix el duc!" va ser una autèntica experiència mística. El pare mor a bord del RMS Lusitania; després d'un any de dol, la mare es casa amb Tateh, adopta el fill de Coalhouse i Sarah i es trasllada a Califòrnia. A Tateh li sorprèn una idea per a una sèrie de pel·lícules centrada en un grup divers de nens que s'uneixen. Els fantasmes de Coalhouse i Sarah veuen créixer el seu fill ("Epilogue: Ragtime/Wheels of a Dream: Reprise").

## Cançons
| Acte I - Prologue: Ragtime – Companyia - "Goodbye, My Love" – Mother - "Journey On" – Father, Tateh, i Mother - "The Crime of the Century" ‡ – Evelyn Nesbit, Younger Brother, Judge, Foreman, Conjunt - "What Kind of Woman" – Mother - "A Shtetl iz Amereke" – Conjunt - "Success" – Tateh, J.P. Morgan, Harry Houdini, Emma Goldman, Conjunt - "His Name Was Coalhouse Walker" – Coalhouse, Conjunt - "Gettin' Ready Rag" – Coalhouse, Harlem Conjunt - "Henry Ford" ‡ – Henry Ford, Coalhouse, Conjunt - "Nothing Like the City" – Mother, Edgar, Tateh, Little Girl - "Your Daddy's Son" – Sarah - "The Courtship" – Coalhouse, Mother, i Companyia - "New Music" – Father, Mother, Younger Brother, Coalhouse, Sarah, i Companyia - "Wheels of a Dream" – Coalhouse i Sarah - "The Night That Goldman Spoke at Union Square" ‡ – Younger Brother, Emma Goldman, Conjunt - "Gliding" – Tateh - "The Trashing of the Car" – Will, Firefighters, i Orquestra - "Justice" ‡ – Coalhouse i Companyia - "President"‡ – Sarah - "Till We Reach That Day" – Sarah's Friend, Coalhouse, Emma Goldman, Mother, Younger Brother, Tateh, Companyia | Acte II - Entr'acte – Orquestra - "Harry Houdini, Master Escapist" ≠ – Harry Houdini i Edgar - "Coalhouse's Soliloquy" – Coalhouse - "Coalhouse Demands"‡ – Coalhouse, Booker T. Washington, Will Conklin, Newsboys, Reporters, Conjunt - "What a Game" – Father, Edgar, i Men - "Fire in the City" – Booker T. Washington, Orquestra - "New Music (Reprise)" – Father - "Atlantic City" ‡ – Evelyn Nesbit, Harry Houdini, Father, Mother, i Companyia - "Buffalo Nickel Photoplay, Inc." – Tateh - "Our Children" – Mother i Tateh - "Harlem Nightclub" – Orquestra - "Sarah Brown Eyes" – Coalhouse i Sarah - "He Wanted to Say" ‡ – Younger Brother, Emma Goldman, Coalhouse, i Coalhouse's Gang - "Back to Before" – Mother - "Look What You've Done" – Booker T. Washington, Coalhouse, i Companyia - "Make Them Hear You" – Coalhouse - Epilogue: Ragtime / "Wheels of a Dream" (reprise) – Coalhouse, Sarah, Companyia |

‡ - escurçada al revival de Broadway del 2009 

≠ - eliminada del revival de Broadway de 2009 

## Instrumentació
L'orquestració de Ragtime, guanyadora del premi Tony, de William David Brohn, és per a vint-i-sis músics:
- Vent Fusta I (Flauta, Piccolo)
- Vent Fusta II (Corn anglès, Oboe)
- Vent Fusta III (Clarinet, Requint en mi bemoll)
- Vent Fusta IV (Clarinet baix, Clarinet, Flauta, Saxofó soprano)
- 2 Trompes en Fa
- 2 Trompetes en Si ♭ (1st doubling Flugelhorn i Piccolo trumpet)
- Trombó
- Bass trombone
- Tuba
- Bateria
- Percussió
- Teclat 1, 2, 3
- Banjo (doubling Guitarra acústica, Guitarra elèctrica, Mandolina)
- Arpa
- Violí
- Viola
- Cello
- Contrabaix

## Papers principals i repartiments

### Repartiments originals
| Personatge               | cançons de "Ragtime" 1996 | Estrena 1996          | Repartiment original de Broadway 1997 | Repartiment original del West End 2003             | 1r Revival de Broadway 2009       | 1r Revival del West End 2012             | 2n Revival del West End 2016 | Repartiment original norueg 2018      | Repartiment original australià 2019 |
| ------------------------ | ------------------------- | --------------------- | ------------------------------------- | -------------------------------------------------- | --------------------------------- | ---------------------------------------- | ---------------------------- | ------------------------------------- | ----------------------------------- |
| The Little Boy (Edgar)   | Nicholas Rose             | Paul Dano             | Alex Strange                          | Thomas Brown Loye Jordan Calvert Matthew Protheroe | Christopher Cox                   | Fin Banks Rory Fraser Ewan Harris        | Ethan Quinn Samuel Peterson  | Henrik Rinde Sunde                    | Kempton Maloney Hudson Sharp        |
| Mother                   | Marin Mazzie              | Marin Mazzie          | Marin Mazzie                          | Maria Friedman                                     | Christiane Noll                   | Rosalie Craig                            | Anita Louise Combe           | Kristin Rinde Sunde                   | Georgina Hopson                     |
| Father                   | Mark Jacoby               | Mark Jacoby           | Mark Jacoby                           | Dave Willetts                                      | Ron Bohmer                        | David Birrell                            | Earl Carpenter               | Lars Arne Rinde                       | Adam Murphy                         |
| Mother's Younger Brother | Steven Sutcliffe          | Steven Sutcliffe      | Steven Sutcliffe                      | Matthew White                                      | Bobby Steggert                    | Harry Hepple                             | Jonathan Stewart             | Kristian Ludvig Grønvold              | Finn Alexander                      |
| Grandfather              | Conrad McLaren            | Paul Soles            | Conrad McLaren                        | Vince Pirillo                                      | Dan Manning                       | Jo Servi                                 | Anthony Cable                | Brynjar Lilleheim                     | John McTernan                       |
| Tateh                    | Peter Friedman            | Peter Friedman        | Peter Friedman                        | Graham Bickley                                     | Robert Petkoff                    | John Marquez                             | Gary Tushaw                  | Christian Alfred Ranke                | Alexander Lewis                     |
| The Little Girl          | Afton Eddy                | Lea Michele           | Lea Michele                           | Natasha Jules Bernard Sarah Bowling Ruby Williams  | Sarah Rosenthal                   | Lily Burgering Lila Heller Oriana Pooles | Alana Hinge Riya Vyas        | Mia Emmy Bjerke Mathisen              | Summer Hamilton Annie Sainsbery     |
| Coalhouse Walker Jr      | Brian Stokes Mitchell     | Brian Stokes Mitchell | Brian Stokes Mitchell                 | Kevyn Morrow                                       | Quentin Earl Darrington           | Rolan Bell                               | Ako Mitchell                 | Marvin Charles Cummings               | Kurt Kansley                        |
| Sarah                    | Audra McDonald            | Audra McDonald        | Audra McDonald                        | Emma Jay Thomas                                    | Stephanie Umoh                    | Claudia Kariuki                          | Jennifer Saayeng             | Mimmi Tamba                           | Chloé Zuel                          |
| Coalhouse Walker, III    |                           |                       | Michael Redd Shane Rogers             | Luke Bradbury Milan Cato Max Mensah                | Jayden Brockington Kylil Williams |                                          |                              | Noah Philip Berg Otterlei             | Noah Nzenza                         |
| Sarah's Friend           | Mary Bond Davis           | Mary Bond Davis       | Vanessa Townsell-Crisp                | Hope Augustus                                      | Bryonha Parham                    | Sandra Marvin                            | Seyi Omooba                  | Johanna Dahl Bryne                    | Ruva Ngwenya                        |
| Willie Conklin           | David Mucci               | David Mucci           | David Mucci                           | Howard Ellis                                       | Mark Aldrich                      | Joshua Lacey                             | Simon Anthony                | William Bergrem                       | Matt Hamilton                       |
| Evelyn Nesbit            | Lynnette Perry            | Lynnette Perry        | Lynnette Perry                        | Rebecca Thornhill                                  | Savannah Wise                     | Katie Brayben                            | Joanna Hickman               | Trine Eide Schjølberg Ida Rinde Sunde | Mackenzie Dunn                      |
| Harry Houdini            | Gabriel Barre             | Jim Corti             | Jim Corti                             | Samuel James                                       | Jonathan Hammond                  | Stephane Anelli                          | Christopher Dickins          | Jim-Roger Knutsen                     | Louis Lucente                       |
| Emma Goldman             | Camille Saviola           | Camille Saviola       | Judy Kaye                             | Susie McKenna                                      | Donna Migliaccio                  | Tamsin Carroll                           | Valerie Cutko                | Cecilie Due Marianne Snekkestad       | Sage Douglas                        |
| Henry Ford               | Michael Fletcher          | Larry Daggett         | Larry Daggett                         | Iain Davey                                         | Aaron Galligan-Stierle            | Carl Sanderson                           | Tom Giles                    | Sølve Oftebro                         | John O'May                          |
| J.P. Morgan              | Michael McCarty           | Mike O'Carroll        | Mike O'Carroll                        | Mark McKerracher                                   | Michael X. Martin                 | Anthony Clegg                            |                              | Brynjar Lilleheim                     | Anton Berezin                       |
| Booker T. Washington     | Michael Lofton            | Richard Allen         | Tommy Hollis                          | David Durham                                       | Eric Jordan Young                 | Sophia Nomvete                           | Nolan Frederick              | Daniel Okafor Appyday                 | Joti Gore                           |
| Stanford White           | Kevin Bogue               | Kevin Bogue           | Kevin Bogue                           |                                                    | Michael McGowan                   |                                          |                              |                                       |                                     |
| Harry K. Thaw            | Colton Green              | Colton Green          | Colton Green                          |                                                    | Josh Walden                       |                                          | James Mack                   |                                       |                                     |
| Admiral Robert Peary     | Rod Campbell              | Rod Campbell          | Rod Campbell                          |                                                    | Michael X. Martin                 |                                          |                              | Andreas Kristiansen                   |                                     |
| Matthew Henson           | Kingsley Leggs            | Kingsley Leggs        | Duane Martin Foster                   |                                                    | Terence Archie                    |                                          |                              | Emil Rodrigo Jørgensen                |                                     |
| Charles S. Whitman       |                           | Michael Fawkes        | Gordon Stanley                        |                                                    | Michael McGowan                   |                                          |                              | Åsmund Lockert Rohde                  |                                     |

### Repartiments de concerts
| Personatge               | St. David's Hall, Cardiff 2002 | Avery Fisher Hall 2013  | Ellis Island 2016    | Minskoff Theatre 2020 |
| ------------------------ | ------------------------------ | ----------------------- | -------------------- | --------------------- |
| The Little Boy (Edgar)   | Jordan Calvert                 | Lewis Grosso            | Hudson Loverro       |                       |
| Mother                   | Maria Friedman                 | Lea Salonga             | Laura Michelle Kelly | Kelli O'Hara          |
| Father                   | Dave Willetts                  | Howard McGillin         | Michael Park         | Mark Jacoby           |
| Mother's Younger Brother | Matthew White                  | Michael Arden           | Andy Mientus         | Steven Sutcliffe      |
| Grandfather              | Jeffery Dench                  | Dick Latessa            | Joe Harkins          | Dan Manning           |
| Tateh                    | Graham Bickley                 | Manoel Felciano         | Robert Petkoff       | Peter Friedman        |
| The Little Girl          | Leah White                     | Lilla Crawford          | Aviva Winick         |                       |
| Coalhouse Walker Jr      | Lawrence Hamilton              | Norm Lewis              | Brandon Victor Dixon | Brian Stokes Mitchell |
| Sarah                    | Kenita R. Miller               | Patina Miller           | Aisha Jackson        | Audra McDonald        |
| Coalhouse Walker, III    |                                | Joshua G. Windle        | does not appear      |                       |
| Sarah's Friend           | Jenny Ingram Brown             | NaTasha Yvette Williams | Elexis Morton        | Vanessa Crisp         |
| Willie Conklin           | Gareth Snook                   | Jarrod Emick            | does not appear      | Mark Aldrich          |
| Evelyn Nesbit            | Rebecca Thornhill              | Kerry Butler            | Annie Sherman        | Lynnette Perry        |
| Harry Houdini            | Tim Howar                      | Jose Llana              | Jeremy Morse         | Jim Corti             |
| Emma Goldman             | Gillian Bevan                  | Tyne Daly               | Shaina Taub          | Judy Kaye             |
| Henry Ford               | Sam Kenyon                     | Matt Cavenaugh          | Larry Daggett        | Larry Daggett         |
| J.P. Morgan              | Robert Archibald               | Michael McCormick       | Paul Slade Smith     | Michael X. Martin     |
| Booker T. Washington     | Cavin Cornwall                 | Phillip Boykin          | Rod Singleton        | Eric Jordan Young     |
| Stanford White           |                                |                         | Drew Martin          | Kevin Bogue           |
| Harry K. Thaw            |                                |                         | Cooper Grodin        |                       |
| Admiral Robert Peary     |                                |                         | Philip Paul Kelly    |                       |
| Charles S. Whitman       |                                |                         | no apareix           | Gordon Stanley        |

## Premis i nominacions

### Producció original de Broadway
| Any  | Premi             | Categoria                                   | Nominat                            | Resultat  |
| ---- | ----------------- | ------------------------------------------- | ---------------------------------- | --------- |
| 1998 | Premis Tony       | Millor musical                              | Millor musical                     | Nominat   |
| 1998 | Premis Tony       | Millor llibret                              | Terrence McNally                   | Guanyador |
| 1998 | Premis Tony       | Millor banda sonora                         | Stephen Flaherty i Lynn Ahrens     | Guanyador |
| 1998 | Premis Tony       | Millor actor protagonista de musical        | Peter Friedman                     | Nominat   |
| 1998 | Premis Tony       | Millor actor protagonista de musical        | Brian Stokes Mitchell              | Nominat   |
| 1998 | Premis Tony       | Millor actriu protagonista de musical       | Marin Mazzie                       | Nominat   |
| 1998 | Premis Tony       | Millor actriu de repartiment de musical     | Audra McDonald                     | Guanyador |
| 1998 | Premis Tony       | Millor direcció de musical                  | Frank Galati                       | Nominat   |
| 1998 | Premis Tony       | Millor coreografia                          | Graciela Daniele                   | Nominat   |
| 1998 | Premis Tony       | Millors orquestracions                      | William David Brohn                | Guanyador |
| 1998 | Premis Tony       | Millor escenografia                         | Eugene Lee                         | Nominat   |
| 1998 | Premis Tony       | Millor vestuari                             | Santo Loquasto                     | Nominat   |
| 1998 | Premis Tony       | Millor il·luminació                         | Jules Fisher i Peggy Eisenhauer    | Nominat   |
| 1998 | Premis Drama Desk | Musical destacat                            | Musical destacat                   | Guanyador |
| 1998 | Premis Drama Desk | Llibret destacat d'un musical               | Terrence McNally                   | Guanyador |
| 1998 | Premis Drama Desk | Actor destacat en un musical                | Peter Friedman                     | Nominat   |
| 1998 | Premis Drama Desk | Actor destacat en un musical                | Brian Stokes Mitchell              | Nominat   |
| 1998 | Premis Drama Desk | Actriu destacada en un musical              | Marin Mazzie                       | Nominat   |
| 1998 | Premis Drama Desk | Actor de repartiment destacat en un musical | Steven Sutcliffe                   | Nominat   |
| 1998 | Premis Drama Desk | Director destacat d'un musical              | Frank Galati                       | Nominat   |
| 1998 | Premis Drama Desk | Coreografia destacada                       | Graciela Daniele                   | Nominat   |
| 1998 | Premis Drama Desk | Orquestracions destacades                   | William David Brohn                | Guanyador |
| 1998 | Premis Drama Desk | Lletres excepcionals                        | Lynn Ahrens                        | Guanyador |
| 1998 | Premis Drama Desk | Música destacada                            | Stephen Flaherty                   | Guanyador |
| 1998 | Premis Drama Desk | Disseny d'escenografia excepcional          | Eugene Lee i Wendall K. Harrington | Nominat   |
| 1998 | Premis Drama Desk | Disseny de vestuari excepcional             | Santo Loquasto                     | Nominat   |
| 1998 | Premis Drama Desk | Disseny d'il·luminació excepcional          | Jules Fisher i Peggy Eisenhauer    | Nominat   |

### Producció original de Londres
| Any  | Premi                   | Categoria                                             | Nominat            | Resultat  |
| ---- | ----------------------- | ----------------------------------------------------- | ------------------ | --------- |
| 2004 | Premis Laurence Olivier | Millor Musical Nou                                    | Millor Musical Nou | Nominat   |
| 2004 | Premis Laurence Olivier | Millor Actor de Musical                               | Graham Bickley     | Nominat   |
| 2004 | Premis Laurence Olivier | Millor Actor de Musical                               | Kevyn Morrow       | Nominat   |
| 2004 | Premis Laurence Olivier | Millor Actriu de Musical                              | Maria Friedman     | Guanyador |
| 2004 | Premis Laurence Olivier | Millor Actuació en un Paper de Repartiment de Musical | Matthew White      | Nominat   |
| 2004 | Premis Laurence Olivier | Millor Director                                       | Stafford Arima     | Nominat   |
| 2004 | Premis Laurence Olivier | Millor Il·luminació                                   | Howard Harrison    | Nominat   |
| 2004 | Premis Laurence Olivier | Millor So                                             | Peter Kylenski     | Nominat   |

### Revival de Broadway 2009
| Any  | Premi             | Categoria                                   | Nominat                       | Resultat  |
| ---- | ----------------- | ------------------------------------------- | ----------------------------- | --------- |
| 2010 | Premis Tony       | Millor revival de musical                   | Millor revival de musical     | Nominat   |
| 2010 | Premis Tony       | Millor actriu protagonista de musical       | Christiane Noll               | Nominat   |
| 2010 | Premis Tony       | Millor actor de repartiment de musical      | Bobby Steggert                | Nominat   |
| 2010 | Premis Tony       | Millor direcció de musical                  | Marcia Milgrom Dodge          | Nominat   |
| 2010 | Premis Tony       | Millor escenografia                         | Derek McLane                  | Nominat   |
| 2010 | Premis Tony       | Millor il·luminació                         | Donald Holder                 | Nominat   |
| 2010 | Premis Drama Desk | Revival destacat d'un musical               | Revival destacat d'un musical | Nominat   |
| 2010 | Premis Drama Desk | Actriu destacada en un musical              | Christiane Noll               | Nominat   |
| 2010 | Premis Drama Desk | Actor de repartiment destacat en un musical | Bobby Steggert                | Nominat   |
| 2010 | Premis Drama Desk | Director destacat d'un musical              | Marcia Milgrom Dodge          | Nominat   |
| 2010 | Premis Drama Desk | Coreografia destacada                       | Marcia Milgrom Dodge          | Nominat   |
| 2010 | Premis Drama Desk | Disseny d'escenografia excepcional          | Derek McLane                  | Nominat   |
| 2010 | Premis Drama Desk | Disseny de so excepcional                   | Acme Sound Partners           | Guanyador |